# 波普拉斯普林斯 (喬治亞州)
波普拉斯普林斯（英語：Poplar Springs）是位於美國喬治亞州卡圖薩縣的一個非建制地區。該地的面積和人口皆未知。

## 地理
波普拉斯普林斯的座標為34°54′15″N 85°08′19″W / 34.90417°N 85.13861°W，而該地的平均海拔高度為246米（即807英尺）。